# Complexo da Serra Dormida

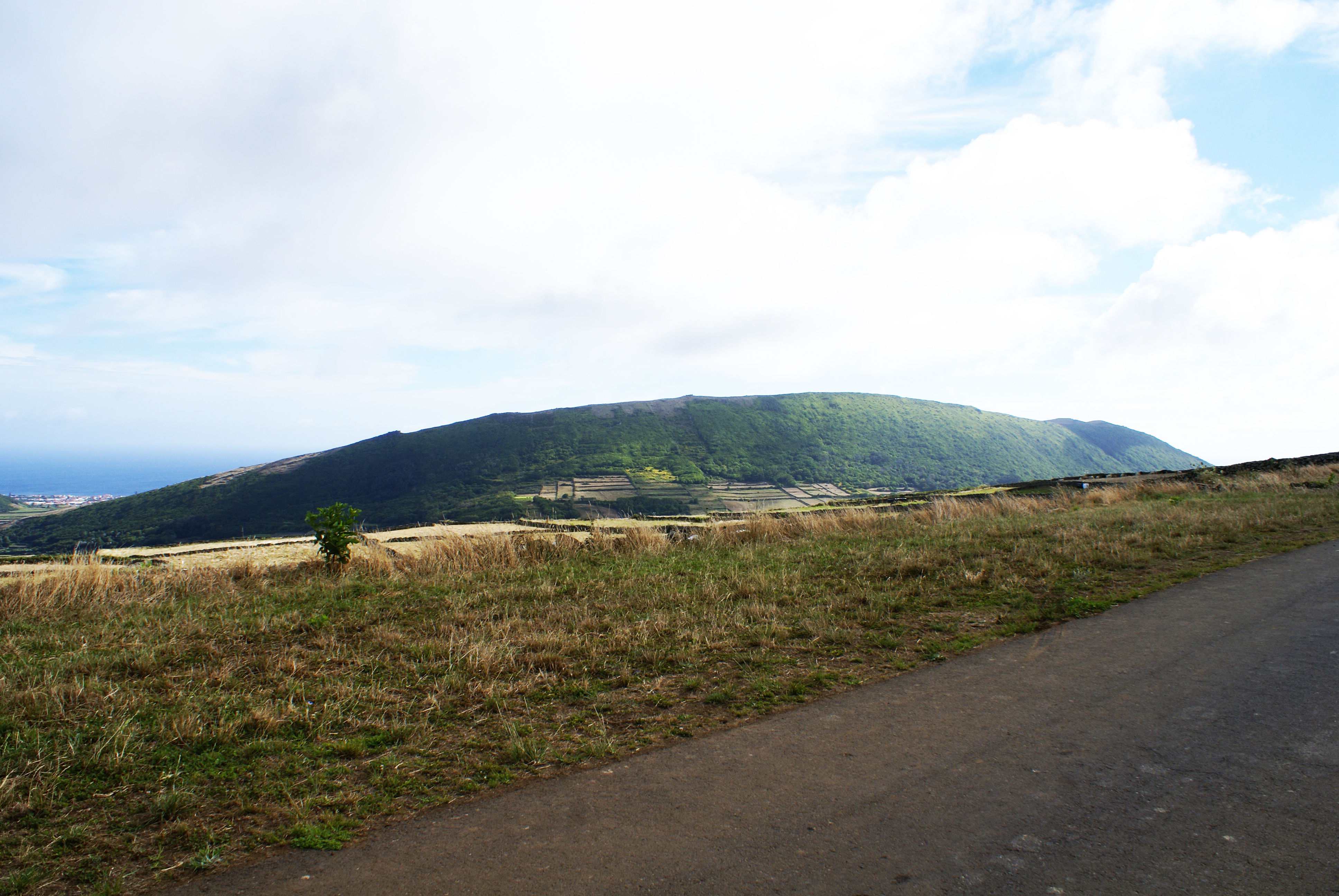
Serra Dormida, vistas.

O Complexo da Serra Dormida é uma elevação portuguesa localizada no concelho de Santa Cruz da Graciosa, ilha Graciosa, arquipélago dos Açores.
Esta serra que ocupa o terço centro-meridional da ilha, encontra-se muito desmantelado e bastante alterado pela tectónica local. Tem o seu ponto mais eleado no Pico Timão e as suas encostas que descem suavemente até ao mar dão origem à Baía do Filipe.